# Piz Trevisina
Piz Trevisina är en bergstopp i Schweiz.   Den ligger i regionen Bernina och kantonen Graubünden, i den östra delen av landet, 220 km öster om huvudstaden Bern. Toppen på Piz Trevisina är 2 823 meter över havet, eller 205 meter över den omgivande terrängen. Bredden vid basen är 1,8 km.
Terrängen runt Piz Trevisina är huvudsakligen bergig, men den allra närmaste omgivningen är kuperad. Runt Piz Trevisina är det ganska tätbefolkat, med 155 invånare per kvadratkilometer.. Närmaste större samhälle är Poschiavo, 6,7 km väster om Piz Trevisina. 
I omgivningarna runt Piz Trevisina växer i huvudsak blandskog.